# 中水

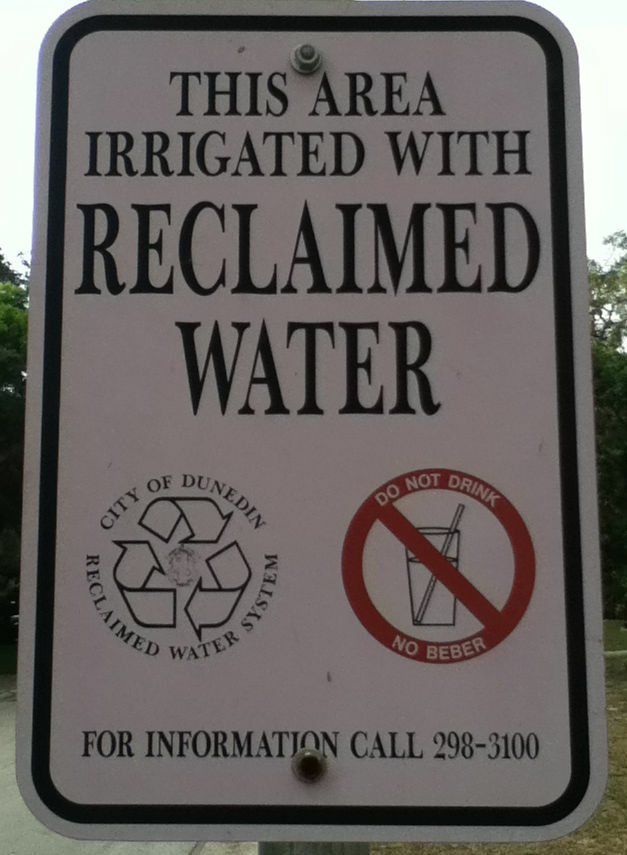
美國達尼丁的再生水標誌

中水（Reclaimed water），也叫再造水或回收水，是经过处理的污水回收再用。
中水有城市污水处理厂集中处理回用的，也有一个社区甚至一座单独住房自行回用的。社区或住房小范围的中水，一般只收集比较清洁的污水，如洗澡水、游泳池水、厨房排水等进行简单的处理，如过滤、沉淀等。城市集中回用的中水需单独设置管网，因此投资较大，但可以节约水资源，并减少污水排放量，因此可以大大地减少供水和污水处理费用。
各地中水利用用途各有不同，大致應用於生活次級用水(例如馬桶及尿兜沖廁、綠地灌溉、沖洗街道及洗車等)、工業用水(製程、鍋爐、冷卻用水、空調系統冷卻)、農業灌溉及地下水補注等面向。
目前由于世界范围内淡水资源的匮乏，中水越来越受到重视。日本从20世纪60年代就开始开发中水利用；美国从80年代也开始开发；中华人民共和国从1980年开始研究中水利用，1983年制定《建筑设计中水利用规范》，1990年开始在北京试验性地建设中水管网，1993年在大连、青岛、天津等几个城市推广，1998年普遍推广。但目前人们的观念还有一些疑虑。
随着人类生产生活用水量的加大，而淡水资源的进一步枯竭和被污染，中水利用已经成为全世界关注的焦点。

## 各地中水發展及利用狀況
在某些地區，中水已實際運用到飲用或是非飲用的階段：

### 澳洲
- 昆士蘭州西南部（計畫至2008年底開始飲用）[1][2]
- 纽卡斯尔 (新南威尔士州)（計畫進入非飲用階段）[3]
- 堪培拉，澳大利亞首都特區，澳洲（於2007年1月後使用中水為後備食水）[4]

### 新加坡
新加坡國內用淡水，除了由水塘收集雨水外，也向馬來西亞購買。於2001年國內淡水中，約有一半淡水向馬來西亞購買。由於新加坡和馬來西亞關係緊張，為免淡水供應合約於2011年到期後大幅加價，新加坡積極研究再生水（新加坡稱為「新生水」），以減少對淡水供應的倚賴。
新生水先將污水過濾，然後以逆滲透技術，經薄膜將水份子從污水中分離。分離後的再生水會先經過紫外光殺菌。最後，以鹼性化學物調節再生水的酸醶度後，再經專用管道輸出到各區。
- 工業用

新生水主要供工業用，如電子業、發電廠冷卻用等。新生水亦會供應到工廠和辦公大樓，以供空調系統使用。
新生水使用量由2003年每日18,200立方米上升到2014年5月每日273,000立方米。
- 食用

新生水會和水塘收集的雨水混合，再經食水管供應到各區。

### 以色列
由於國土有一半屬沙漠地（內蓋夫沙漠），與鄰國關係緊張，降雨量也不平均，主要集中在每年11月至3月，因此以色列水資源缺乏。從以色列立國起已積極發展水利設施。
1969年，在特拉維夫以南的Shafdan污水處理廠啟用，每年能處理的污水達130,000,000立方米，以灌溉農作物。惟當時國內不少城市的污水都未經處理就直接灌溉農作物，因此在1970年，因使用未經處理的污水灌溉沙拉用蔬菜，導致國內爆發霍亂，此事導致以色列投資更多污水處理廠，以提供更多再生水供農作物灌溉用。1984年在以色列北部的Kishon污水處理廠啟用，每年能處理的污水達20,000,000立方米，以灌溉耶斯列谷。
至2010年，以色列每年處理了400,000,000立方米的污水，主要用於農作物灌溉，佔國內農作物灌溉用水的40%。
現時，以色列共有120個污水處理廠，其中最大的在內蓋夫沙漠西部，但城鎮群的污水處理廠為以色列國內最大的污水處理廠，採用活性污泥法和去除養份的方法，每年能處理120,000,000立方米污水。以色列國內也有較小型的污水處理廠，採用無論成本和耗能都較低的穩定塘技術，除了能消除病原體，亦可保存污水中的養份，例如在加利利西部Kfar Manda的一個污水處理廠，處理後用作灌溉鄰近Yodfat一個猶太社區。

### 香港
因为城市建设中将供水称为“上水”，污水称为“下水”，所以中水取其两者之间的意思。
- 粉嶺高球場

香港哥爾夫球會於1980年代中後期，引入石湖墟濾水廠經處理的再造水，作高球場灌溉之用。
- 房屋委員會及房屋署

房委會及房屋署近年的建築（如油麗商場、大本型、晴朗商場），已安裝雨水和空調系統冷凝水收集系統，將所收集的水經過濾處理後回饋灌溉系統，以減少淡水的使用量。
- 機場

機場管理局於2012年10月，在廢水處理處新增兩組膜生物反應器，提升廢水處理廠效能。提升後每天可處理6,000立方米廢水，其中1,500立方米淨化後的再生水，可用作灌溉用途。另外，機場管理局亦計劃，中場客運廳的空調系統，以循環再用廢水、空調系統冷凝水及雨水作空調系統的中央冷卻，預計工程將於2015年完成。
- T·PARK 源·區

位於屯門稔灣煤灰湖畔，建築內產生的污水將用於灌溉、清潔和沖廁之用。

### 中國大陸
2014年4月9日，根據國際日報報導，在陝西省西安市的豐慶公園，開始利用再生水，用來花草樹木澆灌及廁所沖洗。

### 台灣
1. 定義：指廢（污）水或放流水，經處理後可再利用之水；依其處理水源不同，分為系統再生水及非系統再生水。[15]
2. 發展目標：2016年再生水使用量為每日51.4萬噸，政策目標預計2031年再生水使用量達到每日132萬噸，包括生活污水處理廠放流水回收利用每日77萬噸、工業廢水處理廠放流水回收利用每日5萬噸、生活用戶污水自行回收利用每日5萬噸及工業用戶廢水自行回收利用每日45萬噸等。
3. 相關新聞報導：
  - 目前使用再生水，只有在新北市林口、淡水、三峽台北大學特定區等3處設置水資源回收中心，總計每天可提供3.8萬噸再生水。截至西元2014年底，全國共計54座污水處理廠，設計水量總計為每日362萬噸，實際處理水量為每日285萬噸，[16]具備發展中水的潛能。臺灣將於2018年再增設6個再生水廠，預估可再增加28萬噸再生水供工業使用，節省水量則可提供120萬民眾的每日用水。[17]
  - 另外位於桃園市的中原大學，由於該校內師生眾多，宿舍每天會產生200多噸的生活廢水，中原大學生物環境工程學系教授游勝傑表示，這些廢水會經過管線收集到汙水處理廠，過濾後會再回流到宿舍的水塔，如此一來就可再應用在洗滌、沖廁或空調冷卻上。[18]臺灣將於2018年再增設6個再生水廠，預估每日可再增加28萬噸再生水供工業使用，節省水量則可提供120萬民眾的每日用水。http://news.ltn.com.tw/news/life/paper/1090067（页面存档备份，存于）